# 陳世良
陳世良（1455年—1519年），字崇之，號青嶼，浙江台州府臨海縣人，軍籍，明朝政治人物。

## 生平
成化十九年（1483年）癸卯科浙江鄉試第四十三名舉人。成化二十三年（1487年）中式丁未科會試第六十八名，三甲第三十八名進士。授乐安县令，改南和，擢山東道監察御史，弘治十六年巡按南直隶。正德初年，抗疏譴責劉瑾干政，正德二年（1507年）二月遷南京大理寺右寺丞。劉瑾伏誅，五年八月升大理寺右少卿，再晋左少卿，六年二月擢南京都察院右僉都御史，提督操江，七年七月以非统驭之才被罢，令致仕。正德十四年卒。有《青嶼奏議》等。

## 家族
曾祖陳泰生，贈監察御史；祖父陳員韞；父陳美，母董氏。慈侍下。